# Churston Ferrers
Churston Ferrers – wieś w Anglii, w Devon, w dystrykcie (unitary authority) Torbay. Leży 8,5 km od miasta Torquay, 36,2 km od miasta Exeter i 272,7 km od Londynu. W 1961 roku civil parish liczyła 1582 mieszkańców. Churston Ferrers jest wspomniana w Domesday Book (1086) jako Cerecetone/Cercitona.